# Cruzado novo

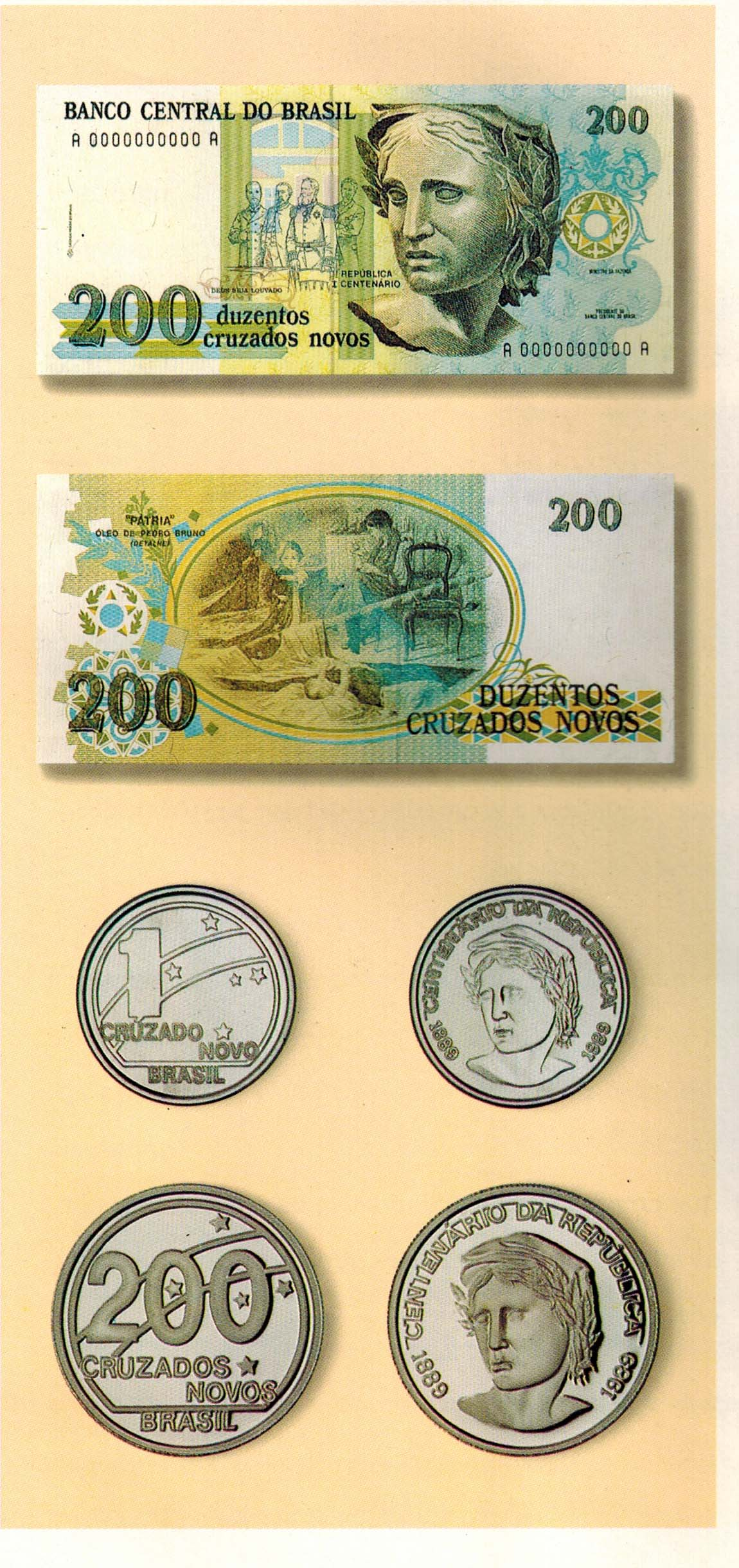
Emissão de 1989 em homenagem ao centenário da Proclamação da República, onde a cédula de Cz$ 200,00, duzentos Cruzados novos, apresenta no anverso a tela Pátria, de Pedro Bruno.

O cruzado novo (NCz$) foi a moeda brasileira de 16 de janeiro de 1989 a 16 de março de 1990. Foi consequência da reforma monetária promovida pelo Plano Verão, instituído pelo ministro Maílson da Nóbrega, em 1989. O cruzado novo correspondia a mil cruzados, ou seja houve um corte de três zeros na data de 16 de janeiro de 1989.
O código ISO 4217 desta moeda era BRN.

## Cédulas
Inicialmente foram reaproveitadas as três últimas cédulas do padrão Cruzado, nas quais foi aposto um carimbo com os valores respectivos de 1, 5 e 10 cruzados novos respectivamente.
Depois disso, foram emitidas cédulas próprias do padrão, com o tamanho de 140 x 65 mm, que a partir de então viria a ser o tamanho padrão das cédulas brasileiras, se seguindo até a emissão das cédulas do padrão Real.
As cédulas próprias do padrão são nos valores a seguir:
| Cédulas do Cruzado Novo | Cédulas do Cruzado Novo | Cédulas do Cruzado Novo | Cédulas do Cruzado Novo                                                     |
| Valor                   | Reverso                 | Anverso                 | Homenageado(a)                                                              |
| ----------------------- | ----------------------- | ----------------------- | --------------------------------------------------------------------------- |
| 1,00                    |                         |                         | Machado de Assis                                                            |
| 5,00                    |                         |                         | Candido Portinari                                                           |
| 10,00                   |                         |                         | Carlos Chagas                                                               |
| 50,00                   |                         |                         | Carlos Drummond de Andrade                                                  |
| 100,00                  |                         |                         | Cecília Meireles                                                            |
| 200,00                  |                         |                         | Efígie da República (Comemorativa I Centenário da Proclamação da República) |
| 500,00                  |                         |                         | Augusto Ruschi                                                              |

As cédulas deste padrão foram reaproveitadas no padrão seguinte, emitido a partir do Plano Collor e no qual se retomava a nomenclatura Cruzeiro para a moeda em circulação no Brasil.
A Efígie da República representada na cédula de NCz$200 seria reaproveitada nas cédulas do Real.

## Moedas
Foram emitidas as seguintes moedas no Cruzado Novo:
| Valor         | Reverso     | Anverso     | Homenageado         | Matéria-prima  | Observação |
| Comuns        | Comuns      | Comuns      | Comuns              | Comuns         | Comuns |
| ------------- | ----------- | ----------- | ------------------- | -------------- | --- |
| 0,01          |             |             | Boiadeiro           | Aço inoxidável | |
| 0,05          |             |             | Pescador            | Aço inoxidável | |
| 0,10          |             |             | Garimpeiro          | Aço inoxidável | |
| 0,50          |             |             | Rendeira            | Aço inoxidável | |
| 1,00          | Não lançada | Não lançada | Cruz cristã         | Aço inoxidável | A moeda não-comemorativa de NCz$1, com design apelidado "Cruz de Cristo", possuía lançamento planejado para 1990. Contudo, em março daquele ano, antes do lançamento da moeda para o público, o sistema monetário do país mudou para o terceiro cruzeiro. Assim, essa moeda nunca foi lançada nem circulou. |
| Comemorativas |             |             |                     |                | |
| 1,00          |             |             | Efígie da República | Aço inoxidável | Comemorativa ao I Centenário da República - Circulação Comum |
| 200,00        |             |             | Efígie da República | Prata          | Comemorativa ao I Centenário da República - Acabamento Proof em Estojo |

Os centavos desta moeda foram utilizados em caráter excepcional no padrão posterior.